# Mummucina titschacki
Mummucina titschacki es una especie de arácnido  del orden Solifugae de la familia Mummuciidae.

## Distribución geográfica
Se encuentra en Ecuador.